# ФК „Кубрат 2007“
ФК „Кубрат 2007“ е български Футболен клуб от град Кубрат.
Основан е през 1949 г. под името „Червено знаме“. От 1981 до 1983 г. се нарича „Червена звезда“. През 1984/85 достига до 1/32-финал за купата на страната (48 място). От 1990 г. е преименуван на ФК „Кубрат“.
През 1991/92 достига до третия кръг за купата на страната, като преди това отстранява Левски (Главиница) с 2:0 и Химик (Девня) с 3:2, но накрая отпада от ФК Лудогорец с 0:3 като гост. От сезон 2009 – 2010 г. участва в първенството на Североизточната В група.
Играе домакинските си мачове на градския стадион Кубрат, с капацитет 6000 зрители. Основните цветове на клуба са червено и бяло.

## Успехи
- 1/32-финалист (48 място) за купата на страната през 1984/85 г.
- 3-то място в Североизточна В група

## Известни футболисти
- Генади Войков
- Нихат Чолак
- Ивайло Николов
- Тодор Христов
- Михаил Войков
- Йордан Юсеинов
- Емил Исмаилов
- Юмер Шакиров
- Бирол Шенолов
- Георги Ненков
- Али Чолак
- Чавдар Николов
- Стефан Москов
- Тихомир Радков
- Касимир Галев
- Димитър Стоянов
- Георги Радев
- Христо Тончев
- Никола Терзиев